# Unidad eléctrica múltiple
Una unidad eléctrica múltiple (EMU, por sus siglas en inglés) es una de varias unidades de tren formada por vagones autopropulsados, que utilizan la electricidad como fuerza motriz. Una EMU no requiere una locomotora separada, pues los motores eléctricos de tracción se incorporan dentro de uno o más número de coches. La mayoría de EMU se utilizan para el transporte de pasajeros, pero algunas se han reconstruido o convertido para funciones distintas, como transportar el correo o llevar equipaje, o usos locales. Una EMU se forma normalmente de dos o más carros acoplados semi-permanente, pero un solo vagón accionado eléctricamente es también es generalmente clasificado como EMU.
Los EMU son populares en cercanías y redes ferroviarias suburbanas en todo el mundo debido a su rápida aceleración y su funcionamiento libre de contaminación. Al ser más silenciosa que las DMU y los convoyes tirados por locomotora, los EMU pueden operar en la tarde y la noche y con más frecuencia y sin molestar a los residentes que viven cerca de las líneas de ferrocarril. Además, el diseño de los túneles para trenes EMU es más simple pues no necesitan eliminar las nubes de los escapes diésel, aunque adaptar los túneles existentes para acomodar el equipo adicional necesario para transmitir la potencia eléctrica al tren puede ser costoso y difícil si el túnel tiene un espacio limitado.

## Historia
La primera EMU fue utilizada en el tren de Liverpool en 1893. La terminal sur del ferrocarril estaba bajo tierra, así pues, tiene la distinción de ser también el primero en utilizar una EMU de forma subterránea. Cada carro tiene su propio motor de tracción eléctrica y fue diseñado y construido para tener un peso ligero para moverse en los tramos de acero elevado. La primera EMU fue fabricada con dos convoyes de transporte conformados por tres vagones, con vagones propulsados en las partes trasera y delantera. El Museo de Liverpool conserva una catenaria de esos primeros vagones EMU de Liverpool. 

## Tipología
Los vagones que forman un conjunto EMU por lo general pueden ser clasificados por su función en cuatro tipos: vagones de electrificación, vagones motorizados, vagones de conducción, y vagones remolque. Cada vagón puede tener más de una función, por ejemplo; como un vagón motorizado y de conducción o un vagón de electrificación y motorizado.
- Un vagón de electrificación lleva el equipo necesario para extraer energía de la infraestructura electrificada, tales como zapatas para los sistemas de tercera vía o barra guía y transformadores para los sistemas con pantógrafos.
- Los vagones motorizados llevan los motores de tracción para mover el tren, y a menudo se combinan con los vagones electrificados para evitar conexiones de alta tensión entre coches.
- Los vagones de conducción son similares a un vehículo remolque, y contienen una cabina de conducción para controlar el tren. Una EMU por lo general tiene dos vagones de conducción en sus extremos exteriores.
- Los vagones remolque son los coches que llevan poca o ninguna tracción o equipo relacionado con la energía, y son similares a los vagones remolcados por una locomotora.

## Ejemplos
Algunas de las más famosas unidades eléctricas en el mundo son los trenes de alta velocidad: el Shinkansen en Japón y ICE 3 en Alemania. El Metroliner de Nueva York fue operado alguna vez por el ferrocarril de Pensilvania y más tarde por Amtrak , que también contó con EMU's de alta velocidad.
En América Latina, el Metro de la Ciudad de México cuenta con EMU's que utilizan los sistemas de catenaria y barra guía para ofrecer sus servicios.
En España, gran parte del material rodante de cercanías, regionales, metros y algunos trenes de alta velocidad como la serie 103 de Renfe son unidades eléctricas múltiples

## Galería
|                                                          |
| Una EMU Alemana de la Deutsche Bahn (del sistema ICE 3). |

|                           |
| EMU de Sídney, Australia. |

|                                                       |
| EMU española tipo Civia que opera en Renfe Cercanías. |

|                                            |
| EMU Hindú del tren de cercanías de Bombay. |

|                                                          |
| Ex-Serie 205 de East Japan Railway Company en Indonesia. |

|                                                                            |
| Una unidad NE-92 del Metro de la Ciudad de México en la Estación Balbuena. |